# Амасунзу

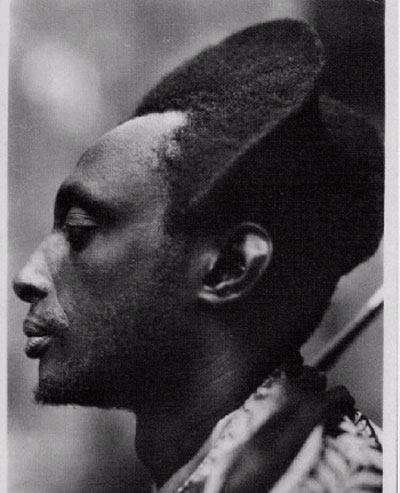
Пастух тутсі з зачіскою.

Амасунзу — складна зачіска, яку традиційно носять руандійські чоловіки та неодружені жінки. Волосся укладається в гребені, що часто описуються як півмісяці. Зачіска вказувала на соціальний статус, і до XX століття на чоловіків, які не носили амасунзу, дивилися з підозрою. Цю зачіску також носили неодружені жінки віком від 18 до 20 років, що вказує на те, що вони досягли шлюбного віку.
Зачіска стала традиційною в 1920.